# 남원시·순창군
남원시·순창군은 대한민국의 옛 국회의원 선거구이다. 당시 전라북도 남원시와 순창군 지역을 관할했다.

## 역사
제16대 국회의원 선거를 앞두고 선거구 개편이 일어나면서 남원시와 순창군이 하나의 선거구를 이루게 됨에 따라 신설되었다.
제20대 국회의원 선거를 앞두고 임실군을 편입해 남원시·임실군·순창군 선거구를 이루게 되면서 폐지되었다.

## 역대 국회의원
| 선거   | 정당 | 정당       | 의원   |
| ------ | ---- | ---------- | ------ |
| 2000년 |      | 무소속     | 이강래 |
| 2004년 |      | 열린우리당 | 이강래 |
| 2008년 |      | 통합민주당 | 이강래 |
| 2012년 |      | 통합진보당 | 강동원 |

## 역대 선거 결과

### 대한민국 제16대 국회의원 선거
|  | 53.49% |

|  | 42.78% |

|  | 3.72% |

### 대한민국 제17대 국회의원 선거
|  | 59.31% |

|  | 14.63% |

|  | 13.06% |

|  | 6.05% |

|  | 5.78% |

|  | 1.14% |

### 대한민국 제18대 국회의원 선거
|  | 52.92% |

|  | 28.53% |

|  | 9.11% |

|  | 7.65% |

|  | 0.90% |

|  | 0.86% |

### 대한민국 제19대 국회의원 선거
|  | 49.36% |

|  | 42.77% |

|  | 4.33% |

|  | 3.53% |